# Sōfu Teshigahara
Sōfu Teshigahara (勅使河原 蒼風, Teshigahara Sōfu) est un peintre et sculpteur japonais du XXe siècle, né le 17 décembre 1900 Tokyo et mort le 5 septembre 1979.

## Biographie
Sōfu Teshigahara vit et travaille à Tokyo. Il est le fondateur de l'Institut Sogetsu, l'une des plus célèbres écoles modernes d'enseignement de l'art floral « ikebana ».
Il montre des expositions personnelles de ses œuvres, au Japon mais aussi à Neuchâtel, en 1969, et au Musée Galliera à Paris, en 1971. En prolongement des symboliques mises en œuvre dans l'art de l'arrangement Floral, Sōfu Teshigahara crée des peintures et des sculptures. Il réinvestit dans l'art de son pays ce que les arts occidentaux en ont emprunté, singulièrement depuis les graphismes de l'abstraction lyrique.

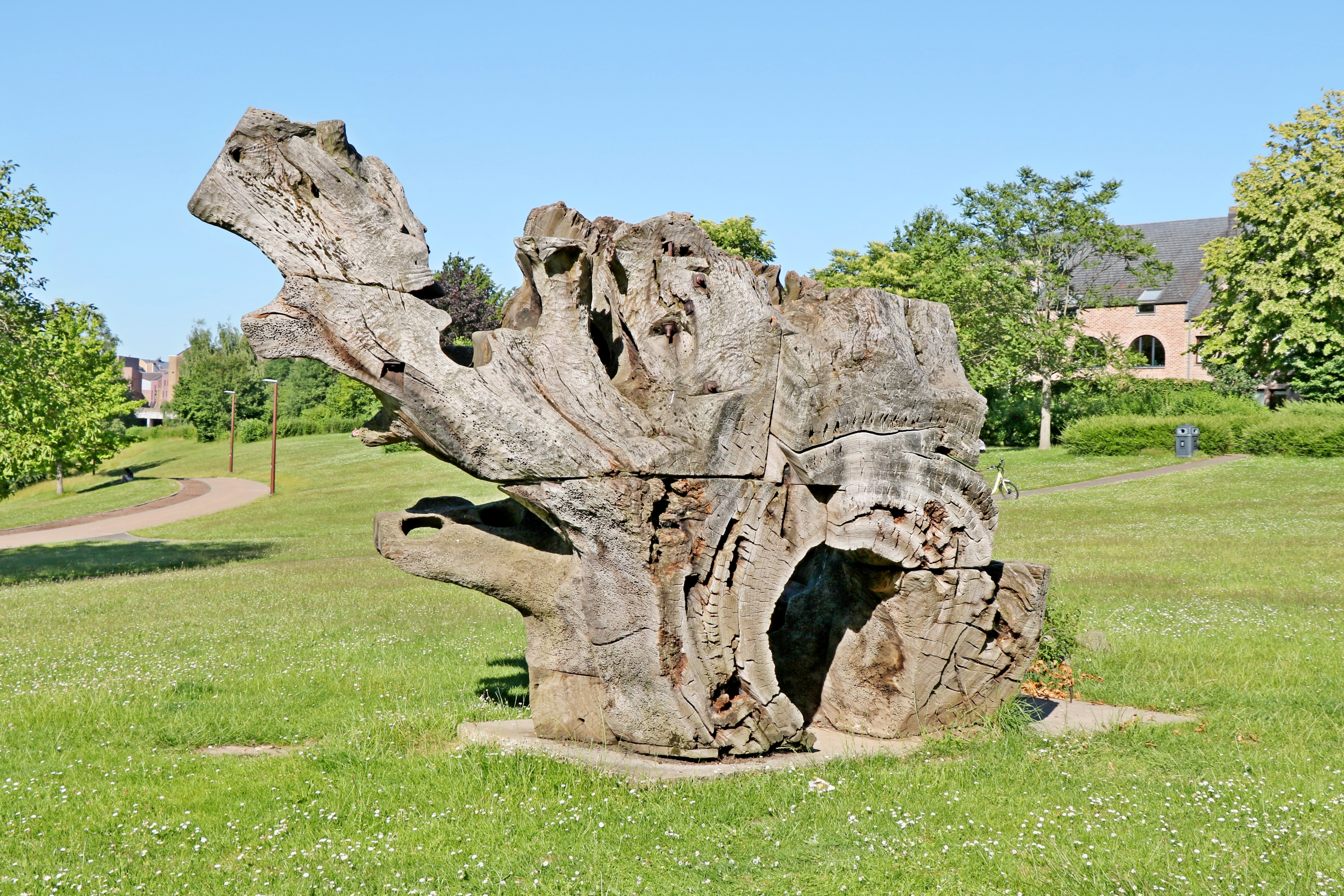
Racine de Camphrier
(pourtour du lac de Louvain-la-Neuve en Belgique).